# Valentin Schwarz
 Valentin Schwarz (* 21. April 1989 in Altmünster, Oberösterreich) ist ein österreichischer Opernregisseur.

## Leben
Schwarz absolvierte das Studium der Musiktheaterregie an der Universität für Musik und darstellende Kunst Wien. Während des Studiums inszenierte er 2009 Claude Debussys Le Martyre de Saint Sébastien unter der Mitwirkung von Hermes Phettberg. Als Diplominszenierung realisierte er Franz Lehárs Operette Giuditta. Schwarz führte an diversen Häusern im deutschen Sprachraum Regie, wirkte jedoch auch als Assistent von Jossi Wieler & Sergio Morabito, Armin Petras und Kirill Serebrennikow. Im Jahr 2007 wurde er mit dem Ring Award in Graz ausgezeichnet.
Katharina Wagner engagierte ihn als Regisseur von Richard Wagners Der Ring des Nibelungen für die Bayreuther Festspiele 2020. Die Produktion wurde bedingt durch die COVID-19-Pandemie verschoben. Sie feierte 2022 Premiere und wurde 2023 wiederaufgenommen.

## Inszenierungen
- Le Martyre de Saint Sébastien – Studiobühne MDW 2009
- Bastien et Bastienne – Ernst-Barlach-Theater Güstrow 2010[6]
- Giuditta – Studiobühne MDW 2011
- Carmen – Nationaltheater Weimar 2012
- Arabella – Nationaltheater Weimar 2012
- Hänsel und Gretel – Nationaltheater Weimar 2012
- L’infedeltà delusa – Studiotheater Belvedere Weimar 2015
- Così fan tutte – Wiener Kammeroper 2018
- Mare Nostrum – Oper Köln 2018
- Un ballo in maschera – Staatstheater Darmstadt 2018
- Don Pasquale – Opéra National de Montpellier 2019
- Turandot – Staatstheater Darmstadt 2019
- Die Banditen – Staatsoperette Dresden 2020
- Demo(kratie) – ein Bühnenfreifestspiel – Anlagen am Staatstheater Stuttgart 2020[7]
- Der Ring des Nibelungen – Bayreuther Festspiele 2022

## Auszeichnungen
- Stipendiat der Bayreuther Festspiele
- Ring Award (Graz)